# Прометей (спътник)
Вижте пояснителната страница за други значения на Прометей.
Прометей е естествен спътник на Сатурн, открит през 1980 г. на снимки заснети от Вояджър 1, носещ името на титана Прометей от древногръцката митология. Дадено му е предварителното означение 1980 S 27 преди през 1985 г. да бъде установено името Прометей. Като алтернатива се използва и името Сатурн 16.
Спътникът е с неправилна форма, като размерите му са 148 на 100 на 68 km. На повърхността му са налични няколко хребета и долини, както и множество кратери с диаметър около 20 km. Като цяло има по-малко кратери отколкото на съседните Пандора, Епиметей и Янус. Поради ниската плътност и високото албедо на тялото се счита че то се състои предимно от лед и има пореста структура.
Прометей е спътник-овчар, тъй като поддържа външната част на F-пръстена. Снимки на Касини показват, как гравитационното му въздействие поражда възли в пръстена, като спътникът „краде“ материал от него.